# Sea Spoilers
Sea Spoilers (Brasil: Sentinelas do Mar / Portugal: Guarda-Costas à Vista) é um filme norte-americano de 1936, do gênero aventura, dirigido por Frank R. Strayer e estrelado por John Wayne e Nan Grey.

## Sinopse
Bob Randall, comandante de um barco interceptador da Guarda Costeira, enfrenta e vence uma bando de contrabandistas de peles de focas que raptaram Connie Dawson, sua namorada.

## Elenco
| Ator/Atriz       | Personagem      |
| ---------------- | --------------- |
| John Wayne       | Bob Randall     |
| Nan Grey         | Connie Dawson   |
| William Bakewell | Tenente Mays    |
| Fuzzy Knight     | Hogan           |
| Russell Hicks    | Phil Morgan     |
| George Irving    | Comandante Mays |
| Lotus Long       | Marie           |
| Harry Worth      | Nick Austin     |
| Ernest Hilliard  | Reggie          |
| George Humbert   | Johnny          |
| Ethan Laidlaw    | Louie           |
| Cy Kendall       | Detetive        |